# Dragonada
Dragonáda (Δραγονάδα in greco) è un'isola greca disabitata delle Dionisiadi, posta a nord-est di Creta e amministrativamente appartenente a Sitía.

## Geografia
Posta a 14 km a nord di Sitía, è larga 1,6 km e lunga 3,6 km. L'isola è un'area ambientale protetta e ospita piante e animali rari come il falco eleonorae.